# 俄西俄斯羅卡斯修道院
俄西俄斯羅卡斯修道院（希臘語：Ὅσιος Λουκᾶς）是位於希臘中希臘大區迪斯托莫附近埃利孔山山麓的一座修道院，修建於10世紀，其教堂是中世紀拜占庭式建築的傑作，並且修道院還保留有11世紀的馬賽克。1990年，俄西俄斯羅卡斯修道院和達夫尼修道院及希俄斯的新修道院同時被登錄為世界文化遺產 。

## 外部連結
- 官方网站 （页面存档备份，存于）
- Hosios Loukas
- Photographs of mosaics（页面存档备份，存于）